# Världsmästerskapet i handboll för damer 1957
Världsmästerskapet i handboll för damer 1957 spelades i det dåvarande Jugoslavien 13-20 juli 1957. Tjeckoslovakien vann turneringen före Ungern och Jugoslavien. Sverige blev åtta av nio deltagande nationer, och de 13 svenska spelarna kom från Kvinnliga SK Artemis, Kvinnliga IK Sport, Långö AIK, Kalmar AIK, Älvsjö AIK och Guif.
Detta dam-VM-arrangemang var det första enligt de nya reglerna för sjumannahandboll på liten plan (den idag dominerande handbollsvarianten – se även utomhushandboll). Tävlingen avgjordes dock utomhus och inte inomhus som vid senare mästerskap.
Totalt utspelades matcherna inför 55 000 åskådare i Belgrad. Finalen stod mellan Tjeckoslovakien och Ungern, där förstnämnda laget vann. Sverige var ett av två nordiska lag, och medan Sverige kom åtta (av totalt nio deltagande nationer) placerade sig Danmark på femte plats.

## Inledande omgång

### Grupp A
| Nr | Lag       | S | V | O | F | GM | IM | MS  | P |
| -- | --------- | - | - | - | - | -- | -- | --- | - |
| 1  | Danmark   | 2 | 2 | 0 | 0 | 15 | 5  | +10 | 4 |
| 2  | Österrike | 2 | 1 | 0 | 1 | 7  | 10 | −3  | 2 |
| 3  | Rumänien  | 2 | 0 | 0 | 2 | 2  | 9  | −7  | 0 |

| Hemma \ Borta | Danmark | Rumänien | Österrike |
| Danmark       | —       | 6–1      | 9–4       |
| Rumänien      | —       | —        | —         |
| Österrike     | —       | 3–1      | —         |

### Grupp B
| Nr | Lag             | S | V | O | F | GM | IM | MS | P |
| -- | --------------- | - | - | - | - | -- | -- | -- | - |
| 1  | Tjeckoslovakien | 2 | 2 | 0 | 0 | 13 | 8  | +5 | 4 |
| 2  | Ungern          | 2 | 1 | 0 | 1 | 13 | 10 | +3 | 2 |
| 3  | Sverige         | 2 | 0 | 0 | 2 | 6  | 14 | −8 | 0 |

| Hemma \ Borta   | Sverige | Tjeckoslovakien | Ungern |
| Sverige         | —       | —               | —      |
| Tjeckoslovakien | 5–4     | —               | 8–4    |
| Ungern          | 9–2     | —               | —      |

### Grupp C
| Nr | Lag          | S | V | O | F | GM | IM | MS  | P |
| -- | ------------ | - | - | - | - | -- | -- | --- | - |
| 1  | Jugoslavien  | 2 | 2 | 0 | 0 | 18 | 9  | +9  | 4 |
| 2  | Västtyskland | 2 | 1 | 0 | 1 | 13 | 11 | +2  | 2 |
| 3  | Polen        | 2 | 0 | 0 | 2 | 7  | 18 | −11 | 0 |

| Hemma \ Borta | Socialistiska federativa republiken Jugoslavien | Polen | Västtyskland |
| Jugoslavien   | —                                               | 11–3  | 7–6          |
| Polen         | —                                               | —     | —            |
| Västtyskland  | —                                               | 7–4   | —            |

## Huvudturnering

### Grupp 1
| Nr | Lag         | S | V | O | F | GM | IM | MS | P |
| -- | ----------- | - | - | - | - | -- | -- | -- | - |
| 1  | Ungern      | 2 | 1 | 1 | 0 | 15 | 9  | +6 | 3 |
| 2  | Jugoslavien | 2 | 1 | 0 | 1 | 14 | 17 | −3 | 2 |
| 3  | Danmark     | 2 | 0 | 1 | 1 | 12 | 15 | −3 | 1 |

| Hemma \ Borta | Danmark | Socialistiska federativa republiken Jugoslavien | Ungern |
| Danmark       | —       | —                                               | —      |
| Jugoslavien   | 10–7    | —                                               | —      |
| Ungern        | 5–5     | 10–4                                            | —      |

### Grupp 2
| Nr | Lag             | S | V | O | F | GM | IM | MS  | P |
| -- | --------------- | - | - | - | - | -- | -- | --- | - |
| 1  | Tjeckoslovakien | 2 | 2 | 0 | 0 | 22 | 7  | +15 | 4 |
| 2  | Västtyskland    | 2 | 1 | 0 | 1 | 14 | 18 | −4  | 2 |
| 3  | Österrike       | 2 | 0 | 0 | 2 | 11 | 22 | −11 | 0 |

| Hemma \ Borta   | Tjeckoslovakien | Västtyskland | Österrike |
| Tjeckoslovakien | —               | 10–4         | 12–3      |
| Västtyskland    | —               | —            | 10–8      |
| Österrike       | —               | —            | —         |

## Placeringsmatcher

### Spel om sjunde- till niondeplats
| Nr | Lag      | S | V | O | F | GM | IM | MS | P |
| -- | -------- | - | - | - | - | -- | -- | -- | - |
| 7  | Polen    | 2 | 2 | 0 | 0 | 7  | 1  | +6 | 4 |
| 8  | Sverige  | 2 | 1 | 0 | 1 | 3  | 5  | −2 | 2 |
| 9  | Rumänien | 2 | 0 | 0 | 2 | 1  | 5  | −4 | 0 |

| Hemma \ Borta | Polen | Rumänien | Sverige |
| Polen         | —     | 3–0      | 4–1     |
| Rumänien      | —     | —        | —       |
| Sverige       | —     | 2–1      | —       |

### Match om femteplats
|  |  | Danmark | 10 – 60 | Österrike |  |  |
|  |  |         |         |           |  |  |
|  |  |         |         |           |  |  |
|  |  |         |         |           |  |  |

### Match om tredjeplats
|  |  | Jugoslavien | 9 – 6 | Västtyskland |  |  |
|  |  |             |       |              |  |  |
|  |  |             |       |              |  |  |
|  |  |             |       |              |  |  |

### Final
|  |  | Tjeckoslovakien | 7 – 1 | Ungern |  |  |
|  |  |                 |       |        |  |  |
|  |  |                 |       |        |  |  |
|  |  |                 |       |        |  |  |

## Slutställning
| 1 | Tjeckoslovakien |
| 2 | Ungern          |
| 3 | Jugoslavien     |
| 4 | Västtyskland    |
| 5 | Danmark         |
| 6 | Österrike       |
| 7 | Polen           |
| 8 | Sverige         |
| 9 | Rumänien        |